# Toužín
Toužín (německy Thusing) je malá vesnice, část města Dačice v okrese Jindřichův Hradec v Jihočeském kraji. Nachází se asi 1,5 kilometru jihozápadně od Dačic. Leží na pravém břehu Moravské Dyje v ústí Volfířovského potoka. Katastrem obce protéká Volfířovský potok který se zde vlévá do Moravské Dyje. Toužín leží v katastrálním území Dačice o výměře 12,9 km².

## Historie
Poprvé je ves jmenována již roku 1398 při statku dačickém.[zdroj?] Uvádí se však také rok 1399.

## Obyvatelstvo
| Rok            | 1869 | 1880 | 1890 | 1900 | 1910 | 1921 | 1930 | 1950 | 1961 | 1970 | 1980 | 1991 | 2001 | 2011 | 2021 |
| -------------- | ---- | ---- | ---- | ---- | ---- | ---- | ---- | ---- | ---- | ---- | ---- | ---- | ---- | ---- | ---- |
| Počet obyvatel | 111  | 100  | 105  | 100  | 103  | 95   | 83   | 61   | 70   | 73   | 50   | 44   | 47   | 40   | 42   |
| Počet domů     | 19   | 19   | 19   | 19   | 19   | 19   | 19   | 18   | 17   | 17   | 15   | 18   | 19   | 21   | 22   |

## Obecní správa
Při sčítání lidu v letech 1850–1959 Toužín byl samostatnou obcí v okrese Dačice. Od roku 1960 je částí města Dačice v okrese Jindřichův Hradec.

## Osobnosti
Narodil se zde 3. února 1815 spisovatel a politik Matěj Mikšíček (zemřel v Brně 12. března 1892).